# جهان دیوزده
جهان دیوزده: علم همچون شمعی در تاریکی (به انگلیسی: The Demon-Haunted World: Science as a Candle in the Dark) کتابی است که توسط کارل سیگن اخترشناس و دانشمند آمریکایی به نگارش درآمده‌است. در این کتاب سیگن تلاش می‌کند روش‌های علمی را به گونه‌ای ساده برای خوانندگان مبتدی و غیرمتخصص توضیح دهد و همچنین مردم را تشویق به یادگیری تفکر نقادانه و شک کردن و پرسشگری می‌کند. او همچنین در این کتاب روش‌های برای بدست آوردن توانایی تشخیص و تمایز علم معتبر از شبه‌علم را در این کتاب آموزش می‌دهد.
سیگن اینچنین ادامه می‌دهد که هنگامی که اندیشه‌ها و ایده‌های نو و جدیدی ارائه می‌شود آن‌ها را باید با تفکر نقادانه مورد آزمایش قرار داد و همچنین این اندیشه‌ها در معرض آماج پرسش‌ها و سوالات گوناگون قرار بگیرند.

## درون‌مایه
علم و دانش از دیدگاه سیگن تنها یادگیری علوم مختلف نیست بلکه روشی برای اندیشیدن و نوآوری نیز هست. سیگن در این رابطه داستان یک اژدهای حلق آتشین را نقل می‌کند که در اقامتگاه خود زندگی می‌کند. هنگامی که سیگن یک مهمان روشن‌فکر و خردمند را تشویق به دیدن اژدها می‌کند، میهمان اعتراف می‌کند که قادر به دیدن او نیست. سیگن با شرمندگی اظهار می‌کند که فراموش کرده‌است به او بگوید اژدهای یادشده نامرئی است میهمان پیشنهاد می‌کند که روی کف زمین آرد بپاشند تا بتوانند ردپای اژدها را بیابند. سیگن می‌گوید که "پیشنهاد خوبی است اما اژدها در هوا شناور است" این بار میهمان پیشنهاد استفاده از آشکارساز فروسرخ را می‌دهد تا به وسیله آن بتوانند آتشی که از دهان اژدها بیرون می‌آید را ببینند اما این بار نیز سیگن می‌گوید "که آتش اژدها بدون گرما است!"
به این منوال سیگن تلاش می‌کند با رد کردن پیشنهادها میهمان ثابت کند که کوشش آن‌ها برای دیدن اژدها بی‌نتیجه است.
سیگن بحث را با این پرسش به پایان می‌رساند: " اکنون چه تفاوتی میان یک اژدهای نامرئی، غیرمادی و شناور که آتش بدون حرارت به بیرون می‌فرستد با اژدهایی خیالی و غیرواقعی می‌توان یافت؟ حال که نمی‌توان ادعای من را رد کرد و هیچ آزمایشی که برای رد آن نمی‌توان پدیدآورد، چطور است که بگوییم این اژدها وجود دارد؟ ناتوانی شما در باطل کردن فرضیه من هرگز همسنگ با اثبات راستی و درستی آن نخواهد بود.